# Tabule k zavěšování hlavních klíčů
Tabule k zavěšování hlavních klíčů (dříve Tabule pro zavěšování klíčů od výhybek a výkolejek, zkráceně Tabule) je mechanická pomůcka, která slouží ke kontrole správného přestavení výhybek a výkolejek ve vlakové cestě ve stanicích se staničním zabezpečovacím zařízením I. kategorie. 

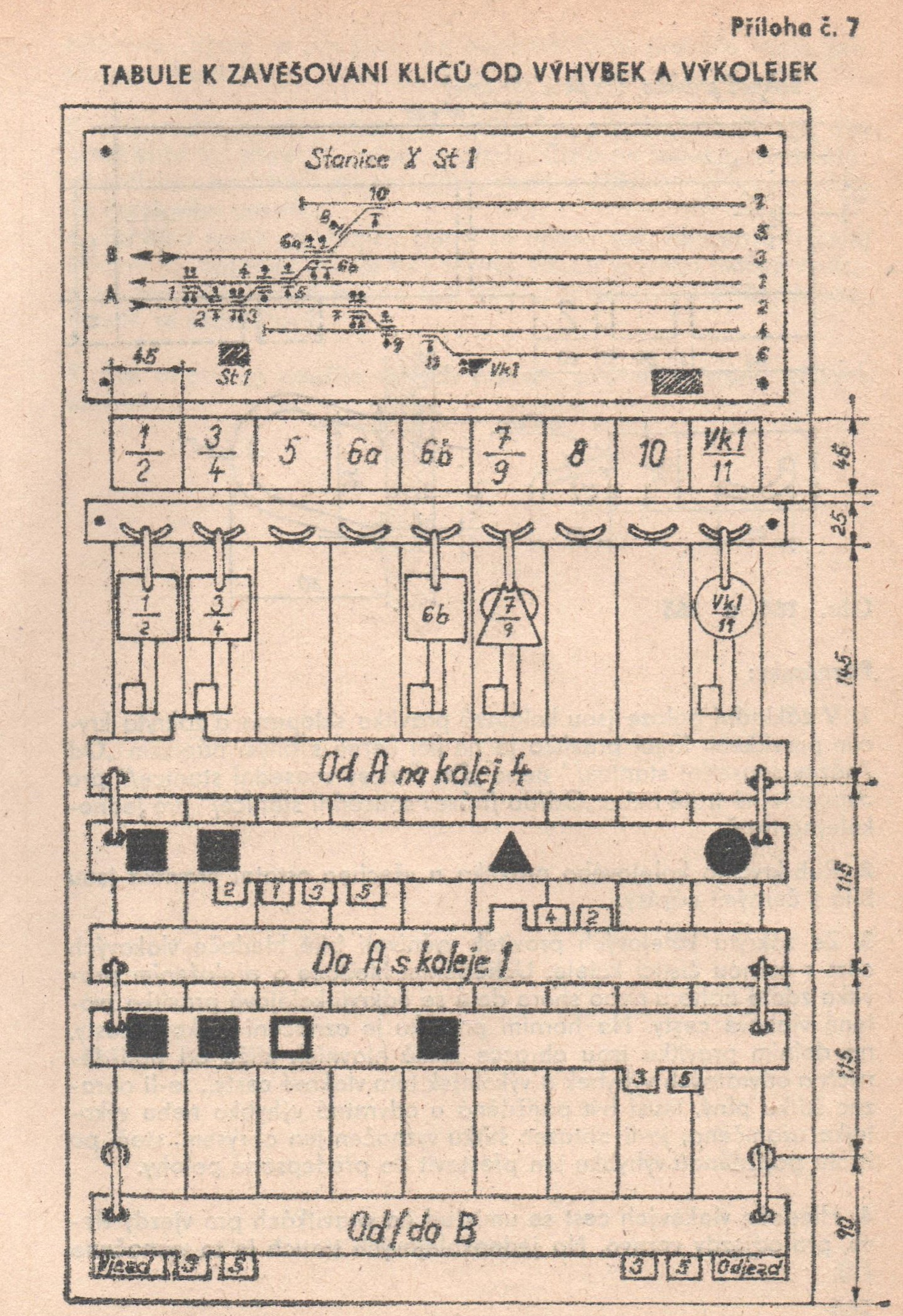
Tabule k zavěšování klíčů od výhybek a výkolejek, příloha předpisu ČSD D101/T101

Tabule není zabezpečovacím zařízením, a tudíž nezabrání postavení návěstidla na návěst dovolující jízdu při špatně postavené vlakové cestě, ani nezabrání postavení vzájemně se ohrožujících jízdních cest. Za zajištění splnění těchto podmínek odpovídají pouze obsluhující zaměstnanci.  

## Popis
Tabule je deska, v jejíž horní části je vyvedeno schéma části kolejiště stanice, které je v obvodu daného obsluhujícího zaměstnance, s vyznačenými výhybkami, kolejemi a návěstidly. Pod schématem kolejiště se nacházejí háčky pro zavěšování klíčů od výhybek a výkolejek, přičemž nad každým háčkem je uvedeno označení (tj. číslo) výhybky nebo výkolejky jejíž klíč patří na příslušný háček. Pod háčky jsou umístěna kolejová a krycí pravítka. 
V základním stavu jsou kolejová pravítka zakrytá krycími pravítky. Na každém krycím pravítku je uveden název příslušnou skupinu vlakových cest, jejichž kolejová pravítka jsou pod tímto krycím pravítkem (např.: „Od BAVOROVA“). Pod spodním okrajem krycího pravítka vyčnívají hledače s uvedeným číslem koleje, pomocí nichž lze rychle najít kolejové pravítko pro vlakovou cestu na příslušnou kolej. 
Po odklopení krycího pravítka se zobrazí kolejové pravítko, na jehož horní části je uveden název konkrétní vlakové cesty (např.: „Od BAVOROVA na 1. kolej“), na dolní části jsou vyobrazeny tvary štítků klíčů od výhybek, které je potřeba pro danou vlakovou cestu přestavit a uzamknout. Tvary štítků klíčů od výhybek, které jsou pojížděn vlakem proti hrotu nebo tvoří boční ochranu vlakové cesty, jsou zobrazeny vyplněné černou barvou. Tvary štítků klíčů od výhybek, které jsou pojížděny po hrotu a netvoří boční ochranu vlakové cesty, jsou uvedeny jen černým obrysem. Tvary štítků od klíčů výkolejek jsou vždy zobrazeny černě vyplněné, protože výkolejka tvoří boční ochranu vždy. 

## Obsluha
Při stavění vlakové cesty se potupuje následovně:
- Výpravčí dá výhybkáři příkaz k přípravě vlakové cesty závazným slovním zněním podle předpisu, např.: „Vlak 61112 ze stanice Bavorov na první kolej.“.
- Výhybkář příkaz zopakuje, potvrdí, že mu rozumí. Na Tabuli pomocí hledače odklopí kolejové pravítko pro nařízenou vlakovou cestu, na kterém je vyznačeno, které výhybky musí pro danou vlakovou cestu přestavit a do jaké polohy.
- Výhybkář přestaví určené výhybky a tyto uzamkne mechanickým zámkem a ze zámku vyjme klíč. Klíče zavěsí na tabuli, přičemž zkontroluje, souhlasí-li číslo na štítku klíče s číslem u příslušného háčku na tabuli, je-li nerozebíratelné spojení štítku s klíčem neporušeno a souhlasí-li tvar štítku klíče s tvarem zobrazeným na kolejovém pravítku. Pokud uvedené souhlasí, je vlaková cesta správně postavena.
- Výhybkář ohlásí výpravčímu správné postavení a volnost vlakové cesty závazným zněním podle předpisu, např.: „Pro vlak 61112 ze stanice Bavorov na první kolej postaveno a volno. Novák“.
- Výpravčí dovolí jízdu vlaku.

Pokud ve stanice není výhybkář, plní povinnosti výhybkáře výpravčí sám, přičemž odpadá hlášení příkazu k přípravě vlakové cesty a hlášení o správném postavení a volnosti vlakové cesty. 

### Význam plných tvarů a jen obrysů na tabuli
Podle v současnosti platného předpisu SŽDC (ČD) Z1 výhybkář postupuje takto:
- je-li na tabuli uveden plný tvar štítku klíče, příslušnou výhybku musí správě přestavit, uzamknout ji mechanickým zámkem a klíč zavěsit na tabuli
- je-li na tabuli uveden jen obrys tvaru štítku klíče, příslušnou výhybku musí správně přestavit a uzamknout ji mechanickým zámkem, ale klíč nemusí zavěsit na tabuli (může si ho jen ponechat v úschově)

Před počátkem platnosti předpisu ČD Z1 se výhybky s uvedeným jen obrysem tvaru štítku klíče nemusely ve vlakových cestách uzamykat vůbec.